# Großer Preis von Spanien 2009
Der Große Preis von Spanien 2009 (offiziell Formula 1 Gran Premio de España Telefónica 2009) fand am 10. Mai auf dem Circuit de Catalunya in Montmeló statt und war das fünfte Rennen der Formel-1-Weltmeisterschaft 2009.

## Berichte

### Hintergrund
Nach dem Großen Preis von Bahrain führte Jenson Button in der Fahrerwertung mit zwölf Punkten vor Rubens Barrichello und mit 13 Punkten vor Sebastian Vettel. In der Konstrukteurswertung führte Brawn-Mercedes mit 22,5 Punkten vor Red Bull-Renault und mit 23,5 Punkten vor Toyota.
Nachdem Renault und BMW Sauber sich gegen den Einsatz von KERS entschieden hatten, waren Ferrari und McLaren-Mercedes die einzigen Teams, die das System benutzten. McLaren-Mercedes war somit auch das einzige Team, das bei jedem bisherigen Rennen KERS einsetzte.
Zum Europa-Auftakt reisten einige Teams mit runderneuerten Rennwagen an.
Mit Kimi Räikkönen (zweimal), Fernando Alonso und Felipe Massa (jeweils einmal) traten drei ehemaligen Sieger zu diesem Grand Prix an.

### Training
Im ersten freien Training fuhr der WM-Führende Button die Bestzeit vor Jarno Trulli und Robert Kubica.
Im zweiten freien Training sicherte sich Nico Rosberg vor seinem Williams-Teamkollegen Kazuki Nakajima und Alonso die Führung.
Im dritten freien Training erzielten Massa und Räikkönen eine Doppelführung für Ferrari, Dritter wurde Button.

### Qualifying
Das Qualifying bestand aus drei Teilen mit einer Nettolaufzeit von 45 Minuten. Im ersten Qualifying-Segment (Q1) hatten die Fahrer 18 Minuten Zeit, um sich für das Rennen zu qualifizieren. Die besten 15 Fahrer erreichten den nächsten Teil. Massa war Schnellster. Die beiden Force-India-Piloten, Heikki Kovalainen, Sébastien Bourdais und überraschend Räikkönen schieden aus. Räikkönen ging davon aus, dass seine gefahrene Zeit ausreichen würde und so in der Box überrascht wurde, als andere Piloten ihn überholten.
Der zweite Abschnitt (Q2) dauerte 15 Minuten. Die schnellsten zehn Piloten qualifizierten sich für den dritten Teil des Qualifyings. Mit Barrichello war erneut ein Brasilianer Schnellster. Sébastien Buemi, Lewis Hamilton, Nick Heifeld, Nelson Piquet, jr. und Nakajima schieden aus.
Der letzte Abschnitt (Q3) ging über eine Zeit von zwölf Minuten, in denen die ersten zehn Startpositionen vergeben wurden. Button fuhr mit einer Zeit von 1:20,527 Minuten die Bestzeit und sicherte sich die sechste Pole-Position seiner Karriere vor Vettel und Barrichello.

### Rennen

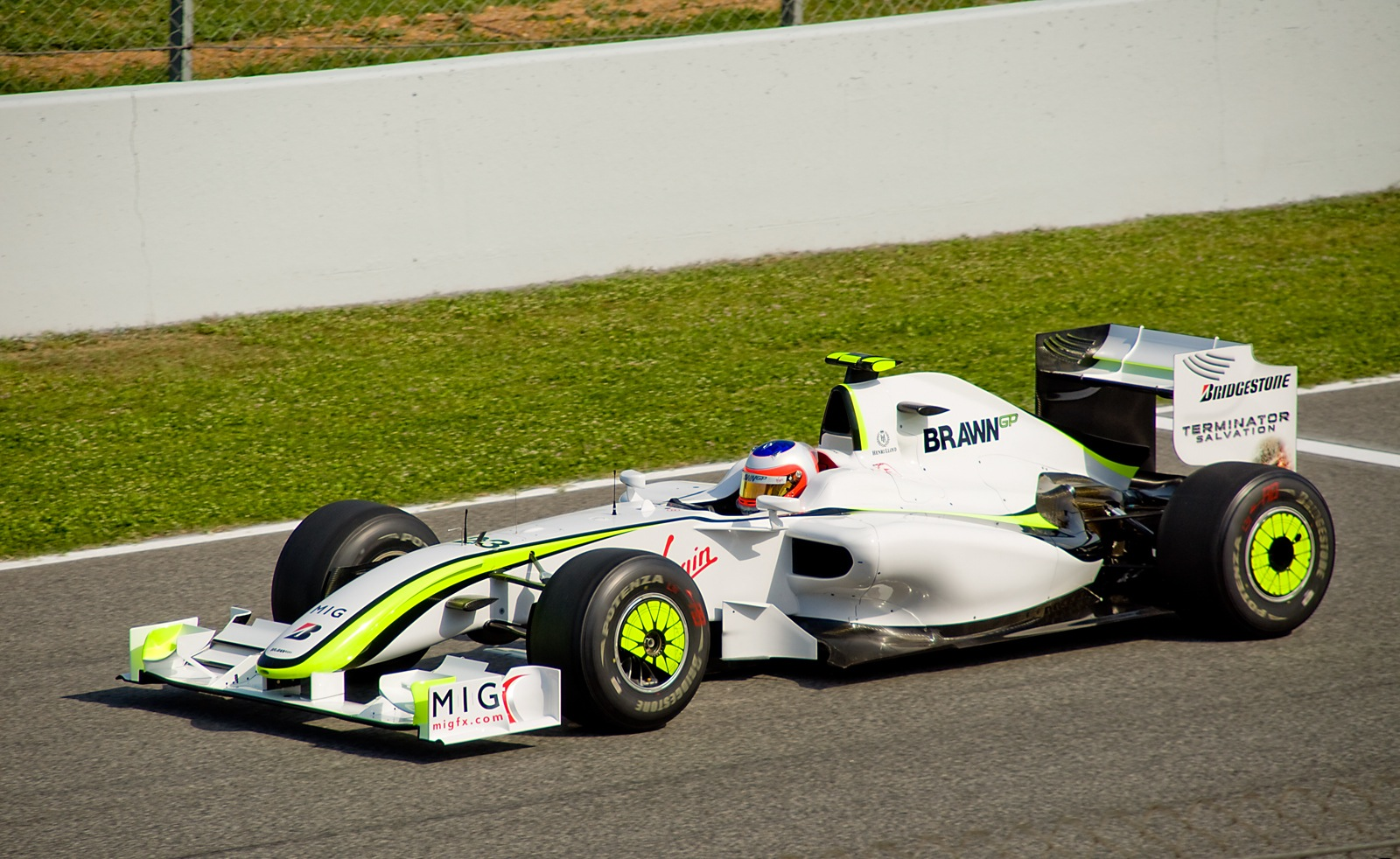
Rubens Barrichello übernahm nach dem Start die Führung des Rennens

Nach dem Start des Rennens gab es Positionswechsel an der Spitze. Barrichello setzte sich gegen die anderen durch und ging vor Button in Führung. Massa überholte Vettel und wurde Dritter. In der ersten Kurvenkombination kam er zu einigen Kollisionen: Trulli kam nach einem Duell mit Rosberg neben die Strecke und kam sich drehend auf die Strecke zurück. Sutil fuhr in den Toyota von Trulli und die beiden Toro-Rosso-Piloten Bourdais und Buemi kollidierten. Infolge des Unfalls kam das Safety-Car auf die Rennstrecke.
Eine Runde nachdem das Rennen wieder freigegeben worden war, schied Kovalainen mit einem Getriebeschaden aus. Barrichello führte das Rennen an und konnte sich zusammen mit Button vom Rest des Feldes absetzten. Über Funk forderte Button seinen vor ihm fahrenden Teamkollegen sogar auf, noch schneller zu fahren. Auf Platz drei lag Ferrari-Pilot Massa, der vor Vettel fuhr. Obwohl Vettel Sektorenbestzeiten erzielte, konnte er nicht an den Ferrari vorbeiziehen. Nach 17 Runden schied mit Räikkönen ein weiterer Pilot aus. Der Ferrari des Finnen hatte einen Hydraulikschaden.
Als Erster der Führungsgruppe absolvierte Button seinen Boxenstopp. Eine Runde später kam der führende Pilot Barrichello gemeinsam mit Mark Webber an die Box. Massa übernahm somit die Führung, musste sie jedoch eine Runde später nach seinem Boxenstopp wieder an Barrichello abgeben. Parallel zu Massa kam Vettel an die Box, jedoch konnte der Deutsche nicht an Massa vorbeigehen. Während Button bei seinem Stopp auf eine Zwei-Stopp-Strategie umgestellt hatte, blieb Barrichello auf einer Drei-Stopp-Strategie und musste somit einen Vorsprung auf Button erarbeiten. Der Brite führte das Rennen nach Barrichellos Stopp an und setzte sich vom Rest des Feldes ab.
In der 43. Runde kamen Massa und Vettel erneut zeitgleich an die Box und erneut blieb Massa vor Vettel. Button konnte noch weiter auf der Strecke bleiben und seinen Vorsprung auf Barrichello ausbauen. Zwei Runden nach Buttons letzten Stopp, absolvierte auch Barrichello seinen letzten Boxenstopp und kam hinter Button zurück auf die Strecke. Parallel mit Barrichello kam auch Webber an die Box und konnte mit seinem späteren Stopp Massa und Vettel überholen.
Wenige Runden vor Rennende musste Massa Benzin sparen und sein Tempo drosseln. Nachdem er Vettel einige Runden hinter sich hatte halten können, musste er den Deutschen schließlich ziehen lassen. Außerdem wurde er noch von Alonso überholt und rettete sich als Sechster ins Ziel.
Button gewann das Rennen und holte seinen vierten Saisonsieg. Sein Teamkollege Barrichello wurde vor Webber Zweiter. Die weiteren Punkte gingen an Vettel, Alonso, Massa, Heidfeld und Rosberg.

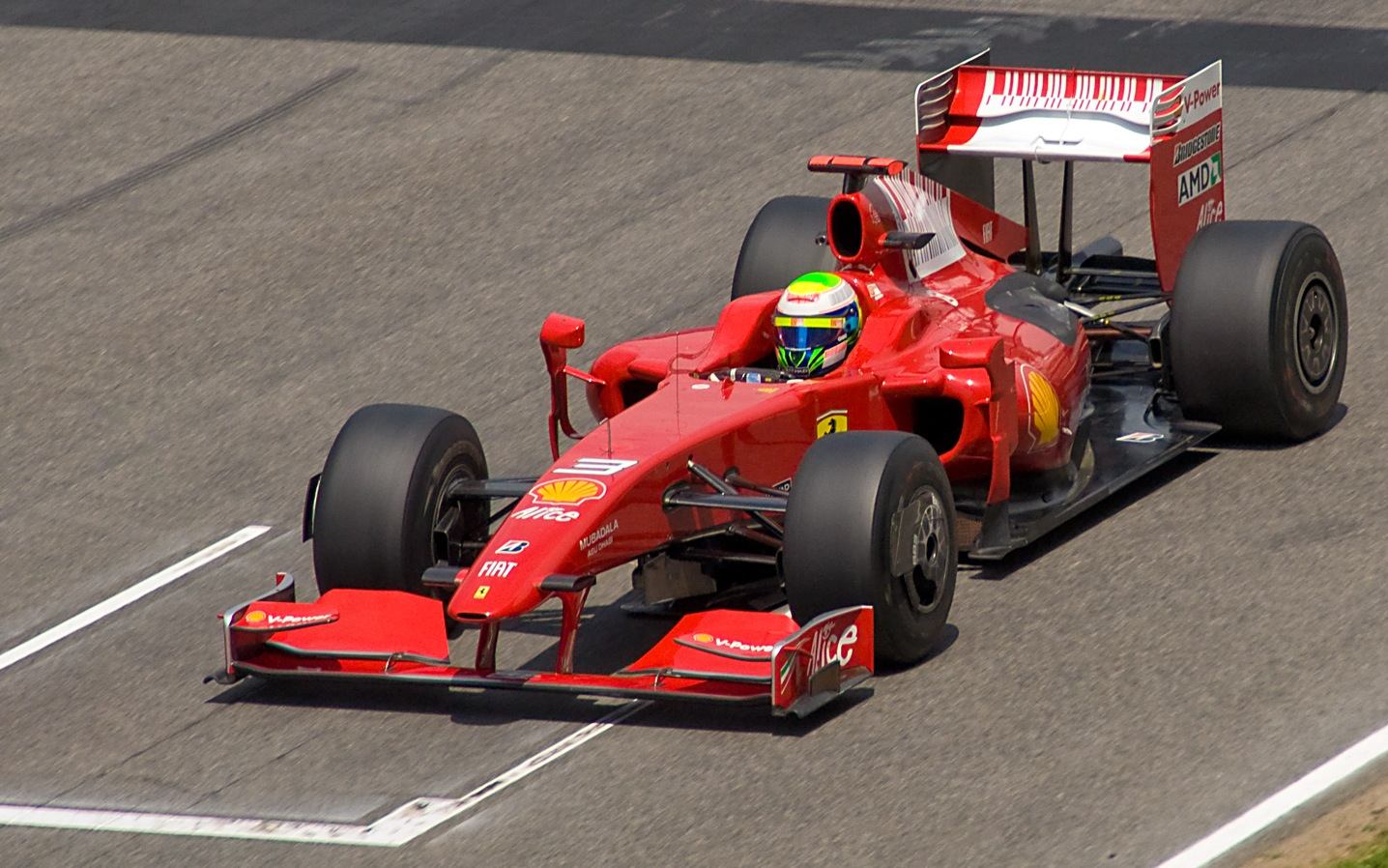
Massa musste wenige Runden vor Schluss Benzin sparen

Button baute mit seinem Sieg erneut die Führung in der Fahrerwertung aus und auch Brawn GP konnte durch den Doppelsieg den Vorsprung auf die anderen Teams ausbauen.

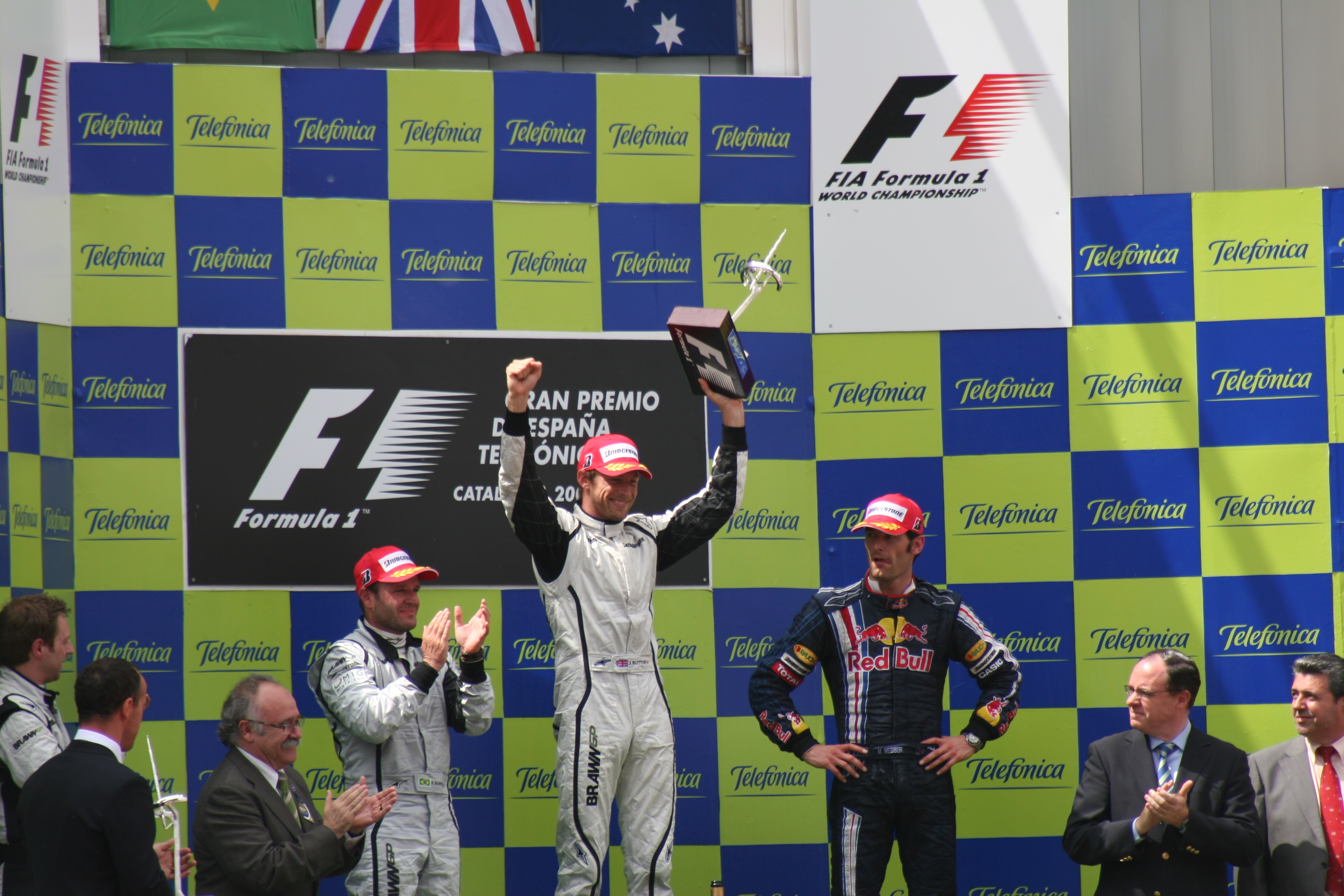
Jenson Button gewann den Großen Preis von Spanien

## Meldeliste
| Team                      | Nr. | Fahrer               | Chassis           | Motor                | Reifen |
| ------------------------- | --- | -------------------- | ----------------- | -------------------- | ------ |
| Vodafone McLaren Mercedes | 01  | Lewis Hamilton       | McLaren MP4-24    | Mercedes-Benz 2.4 V8 | B      |
| Vodafone McLaren Mercedes | 02  | Heikki Kovalainen    | McLaren MP4-24    | Mercedes-Benz 2.4 V8 | B      |
| Scuderia Ferrari Marlboro | 03  | Felipe Massa         | Ferrari F60       | Ferrari 2.4 V8       | B      |
| Scuderia Ferrari Marlboro | 04  | Kimi Räikkönen       | Ferrari F60       | Ferrari 2.4 V8       | B      |
| BMW Sauber F1 Team        | 05  | Robert Kubica        | BMW Sauber F1.09  | BMW 2.4 V8           | B      |
| BMW Sauber F1 Team        | 06  | Nick Heidfeld        | BMW Sauber F1.09  | BMW 2.4 V8           | B      |
| ING Renault F1 Team       | 07  | Fernando Alonso      | Renault R29       | Renault 2.4 V8       | B      |
| ING Renault F1 Team       | 08  | Nelson Piquet jr.    | Renault R29       | Renault 2.4 V8       | B      |
| Panasonic Toyota Racing   | 09  | Jarno Trulli         | Toyota TF109      | Toyota 2.4 V8        | B      |
| Panasonic Toyota Racing   | 10  | Timo Glock           | Toyota TF109      | Toyota 2.4 V8        | B      |
| Scuderia Toro Rosso       | 11  | Sébastien Bourdais   | Toro Rosso STR4   | Ferrari 2.4 V8       | B      |
| Scuderia Toro Rosso       | 12  | Sébastien Buemi      | Toro Rosso STR4   | Ferrari 2.4 V8       | B      |
| Red Bull Racing           | 14  | Mark Webber          | Red Bull RB5      | Renault 2.4 V8       | B      |
| Red Bull Racing           | 15  | Sebastian Vettel     | Red Bull RB5      | Renault 2.4 V8       | B      |
| AT&T Williams             | 16  | Nico Rosberg         | Williams FW31     | Toyota 2.4 V8        | B      |
| AT&T Williams             | 17  | Kazuki Nakajima      | Williams FW31     | Toyota 2.4 V8        | B      |
| Force India F1 Team       | 20  | Adrian Sutil         | Force India VJM02 | Mercedes-Benz 2.4 V8 | B      |
| Force India F1 Team       | 21  | Giancarlo Fisichella | Force India VJM02 | Mercedes-Benz 2.4 V8 | B      |
| Brawn GP Formula 1 Team   | 22  | Jenson Button        | Brawn BGP 001     | Mercedes-Benz 2.4 V8 | B      |
| Brawn GP Formula 1 Team   | 23  | Rubens Barrichello   | Brawn BGP 001     | Mercedes-Benz 2.4 V8 | B      |

Anmerkungen
1. ↑  Die Startnummern 18 und 19 wurden wegen des Rückzugs des Honda-Teams nicht vergeben. Das Nachfolgeteam Brawn GP bekam als Neuling traditionell die letzten Startnummern, das Team Force India rückte aus Marketinggründen nicht auf.

## Klassifikationen

### Qualifying
| Pos. | Fahrer               | Konstrukteur         | Q1       | Q2       | Q3       | Start |
| ---- | -------------------- | -------------------- | -------- | -------- | -------- | ----- |
| 01   | Jenson Button        | Brawn-Mercedes       | 1:20,707 | 1:20,192 | 1:20,527 | 01    |
| 02   | Sebastian Vettel     | Red Bull-Renault     | 1:20,715 | 1:20,220 | 1:20,660 | 02    |
| 03   | Rubens Barrichello   | Brawn-Mercedes       | 1:20,808 | 1:19,954 | 1:20,762 | 03    |
| 04   | Felipe Massa         | Ferrari (K)          | 1:20,484 | 1:20,149 | 1:20,934 | 04    |
| 05   | Mark Webber          | Red Bull-Renault     | 1:20,689 | 1:20,007 | 1:21,049 | 05    |
| 06   | Timo Glock           | Toyota               | 1:20,877 | 1:20,107 | 1:21,247 | 06    |
| 07   | Jarno Trulli         | Toyota               | 1:21,189 | 1:20,420 | 1:21,254 | 07    |
| 08   | Fernando Alonso      | Renault              | 1:21,186 | 1:20,509 | 1:21,392 | 08    |
| 09   | Nico Rosberg         | Williams-Toyota      | 1:20,745 | 1:20,256 | 1:22,558 | 09    |
| 10   | Robert Kubica        | BMW Sauber           | 1:20,931 | 1:20,408 | 1:22,685 | 10    |
| 11   | Kazuki Nakajima      | Williams-Toyota      | 1:20,818 | 1:20,531 | –        | 11    |
| 12   | Nelson Piquet jr.    | Renault              | 1:21,128 | 1:20,604 | –        | 12    |
| 13   | Nick Heidfeld        | BMW Sauber           | 1:21,095 | 1:20,676 | –        | 13    |
| 14   | Lewis Hamilton       | McLaren-Mercedes (K) | 1:20,991 | 1:20,805 | –        | 14    |
| 15   | Sébastien Buemi      | Toro Rosso-Ferrari   | 1:21,033 | 1:21,067 | –        | 15    |
| 16   | Kimi Räikkönen       | Ferrari (K)          | 1:21,291 | –        | –        | 16    |
| 17   | Sébastien Bourdais   | Toro Rosso-Ferrari   | 1:21,300 | –        | –        | 17    |
| 18   | Heikki Kovalainen    | McLaren-Mercedes (K) | 1:21,675 | –        | –        | 18    |
| 19   | Adrian Sutil         | Force India-Mercedes | 1:21,742 | –        | –        | 19    |
| 20   | Giancarlo Fisichella | Force India-Mercedes | 1:22,204 | –        | –        | 20    |

Anmerkungen
(K) = Rennwagen mit KERS

### Rennen
| Pos. | Fahrer               | Konstrukteur         | Runden | Stopps | Zeit        | Start | Schnellste Runde |
| ---- | -------------------- | -------------------- | ------ | ------ | ----------- | ----- | ---------------- |
| 01   | Jenson Button        | Brawn-Mercedes       | 66     | 2      | 1:37:19,202 | 01    | 1:22,899 (17.)   |
| 02   | Rubens Barrichello   | Brawn-Mercedes       | 66     | 3      | + 13,056    | 03    | 1:22,762 (28.)   |
| 03   | Mark Webber          | Red Bull-Renault     | 66     | 2      | + 13,924    | 05    | 1:23,112 (18.)   |
| 04   | Sebastian Vettel     | Red Bull-Renault     | 66     | 2      | + 18,941    | 02    | 1:23,090 (41.)   |
| 05   | Fernando Alonso      | Renault              | 66     | 2      | + 43,166    | 08    | 1:23,420 (14.)   |
| 06   | Felipe Massa         | Ferrari (K)          | 66     | 2      | + 50,827    | 04    | 1:23,089 (14.)   |
| 07   | Nick Heidfeld        | BMW Sauber           | 66     | 2      | + 52,312    | 13    | 1:23,878 (29.)   |
| 08   | Nico Rosberg         | Williams-Toyota      | 66     | 2      | + 1:05,211  | 09    | 1:23,621 (24.)   |
| 09   | Lewis Hamilton       | McLaren-Mercedes (K) | 65     | 2      | + 1 Runde   | 14    | 1:23,839 (29.)   |
| 10   | Timo Glock           | Toyota               | 65     | 2      | + 1 Runde   | 06    | 1:24,134 (44.)   |
| 11   | Robert Kubica        | BMW Sauber           | 65     | 2      | + 1 Runde   | 10    | 1:24,078 (26.)   |
| 12   | Nelson Piquet jr.    | Renault              | 65     | 2      | + 1 Runde   | 12    | 1:24,286 (41.)   |
| 13   | Kazuki Nakajima      | Williams-Toyota      | 65     | 3      | + 1 Runde   | 11    | 1:24,155 (38.)   |
| 14   | Giancarlo Fisichella | Force India-Mercedes | 65     | 4      | + 1 Runde   | 20    | 1:23,796 (63.)   |
| –    | Kimi Räikkönen       | Ferrari (K)          | 17     | 0      | DNF         | 16    | 1:24,490 (16.)   |
| –    | Heikki Kovalainen    | McLaren-Mercedes (K) | 7      | 0      | DNF         | 18    | 1:28,719 (06.)   |
| –    | Jarno Trulli         | Toyota               | 0      | 0      | DNF         | 07    | –                |
| –    | Sébastien Bourdais   | Toro Rosso-Ferrari   | 0      | 0      | DNF         | 17    | –                |
| –    | Sébastien Buemi      | Toro Rosso-Ferrari   | 0      | 0      | DNF         | 15    | –                |
| –    | Adrian Sutil         | Force India-Mercedes | 0      | 0      | DNF         | 19    | –                |

Anmerkungen
(K) = Rennwagen mit KERS

## WM-Stände nach dem Rennen
Die ersten acht des Rennens bekamen 10, 8, 6, 5, 4, 3, 2 bzw. 1 Punkt(e).

### Fahrerwertung
| Pos. | Fahrer             | Konstrukteur     | Punkte |
| ---- | ------------------ | ---------------- | ------ |
| 01   | Jenson Button      | Brawn-Mercedes   | 41,0   |
| 02   | Rubens Barrichello | Brawn-Mercedes   | 27,0   |
| 03   | Sebastian Vettel   | Red Bull-Renault | 23,0   |
| 04   | Mark Webber        | Red Bull-Renault | 15,5   |
| 05   | Jarno Trulli       | Toyota           | 14,5   |
| 06   | Timo Glock         | Toyota           | 12,0   |
| 07   | Lewis Hamilton     | McLaren-Mercedes | 9,0    |
| 08   | Fernando Alonso    | Renault          | 9,0    |
| 09   | Nick Heidfeld      | BMW Sauber       | 6,0    |
| 10   | Nico Rosberg       | Williams-Toyota  | 4,5    |

| Pos. | Fahrer               | Konstrukteur         | Punkte |
| ---- | -------------------- | -------------------- | ------ |
| 11   | Heikki Kovalainen    | McLaren-Mercedes     | 4,0    |
| 12   | Felipe Massa         | Ferrari              | 3,0    |
| 13   | Kimi Räikkönen       | Ferrari              | 3,0    |
| 14   | Sébastien Buemi      | Toro Rosso-Ferrari   | 3,0    |
| 15   | Sébastien Bourdais   | Toro Rosso-Ferrari   | 1,0    |
| 16   | Adrian Sutil         | Force India-Mercedes | 0,0    |
| 17   | Nelson Piquet jr.    | Renault              | 0,0    |
| 18   | Robert Kubica        | BMW Sauber           | 0,0    |
| 19   | Giancarlo Fisichella | Force India-Mercedes | 0,0    |
| 20   | Kazuki Nakajima      | Williams-Toyota      | 0,0    |

### Konstrukteurswertung
| Pos. | Konstrukteur     | Punkte |
| ---- | ---------------- | ------ |
| 01   | Brawn-Mercedes   | 68,0   |
| 02   | Red Bull-Renault | 38,5   |
| 03   | Toyota           | 26,5   |
| 04   | McLaren-Mercedes | 13,0   |
| 05   | Renault          | 9,0    |

| Pos. | Konstrukteur         | Punkte |
| ---- | -------------------- | ------ |
| 06   | BMW Sauber           | 6,0    |
| 07   | Ferrari              | 6,0    |
| 08   | Williams-Toyota      | 4,5    |
| 09   | Toro Rosso-Ferrari   | 4,0    |
| 10   | Force India-Mercedes | 0,0    |